# República Dominicana nos Jogos Olímpicos de Verão de 2000
A República Dominicana participou dos Jogos Olímpicos de Verão de 2000 em Sydney, Austrália.